# Antarktis historia

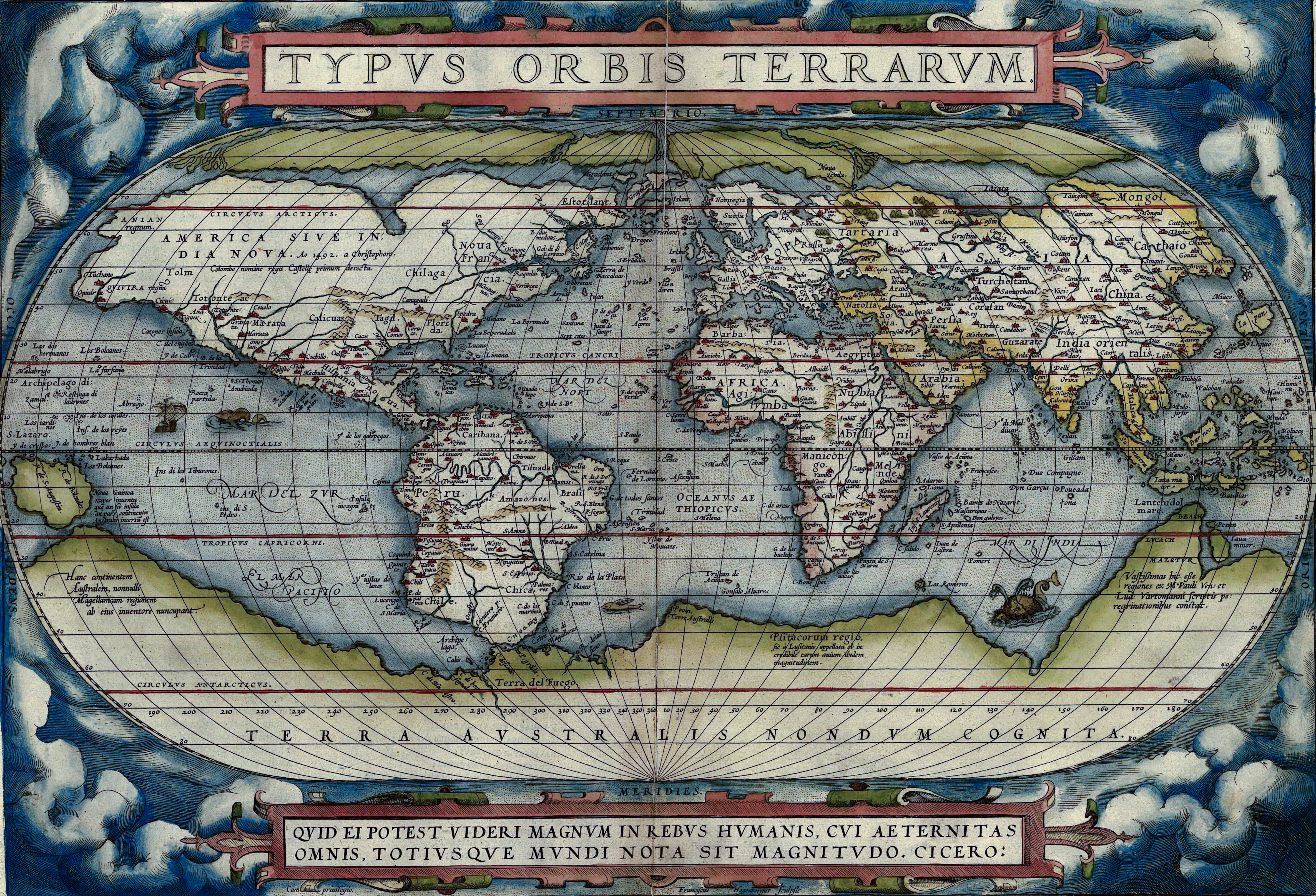
Världskarta från 1570. Den stora landmassan som finns inritad i söder är Terra Australis.

Antarktis historia kan anses ha börjat för omkring 45 miljoner år sedan när Antarktis separerades från Australien. Kontinenten hade som en del av superkontinenten Gondwana tidigare varit täckt av skog och hade ett betydligt varmare klimat än idag, men efterhand rörde sig kontinenten genom kontinentaldrift allt längre söderut vilket medförde ett efterhand kallare klimat och slutligen ett allt tjockare täcke av inlandsis. 
Den mänskliga historien i Antarktis började förhållandevis sent. Teorier om en stor kontinent i söder har förvisso existerat under många århundraden, men det var inte förrän under det tidiga 1800-talet som kontinenten bevisligen besöktes av människan. Antarktis har nu en mycket liten och icke bofast "befolkning" som består av forskare.

## Antarktis uppkomst
Världen har inte alltid sett likadan ut som den gör idag. För ungefär 250 miljoner år sedan var världens alla länder samlade i en enda superkontinent, med gemensamt namn kallad för Pangaea. Vid den här tiden tillhörde Antarktis den södra kontinenten Gondwanaland tillsammans med andra kontinenter som Sydamerika, Afrika, Indien och Arabiska halvön. Denna superkontinent låg inte vid Sydpolen, vilket gjorde att Antarktis inte var det islandskap som det är nu, utan istället var det en varm och tropisk kontinent med riklig växtlighet bebodd av massvis med olika djurarter och dinosaurier.  
Men för ungefär 45 miljoner år sedan skulle jordens alla kontinenter sakta röra sig ifrån varandra. Detta gav upphov till att höga bergskedjor som Himalaya bildades, samt stora klimatförändringar. Antarktis skulle frigöras från Australien och istället färdas sakta ner mot Sydpolen. Detta gjorde att Antarktis fick ett allt kallare klimat och stora ismassor växte till.

## Kontinenten upptäcks

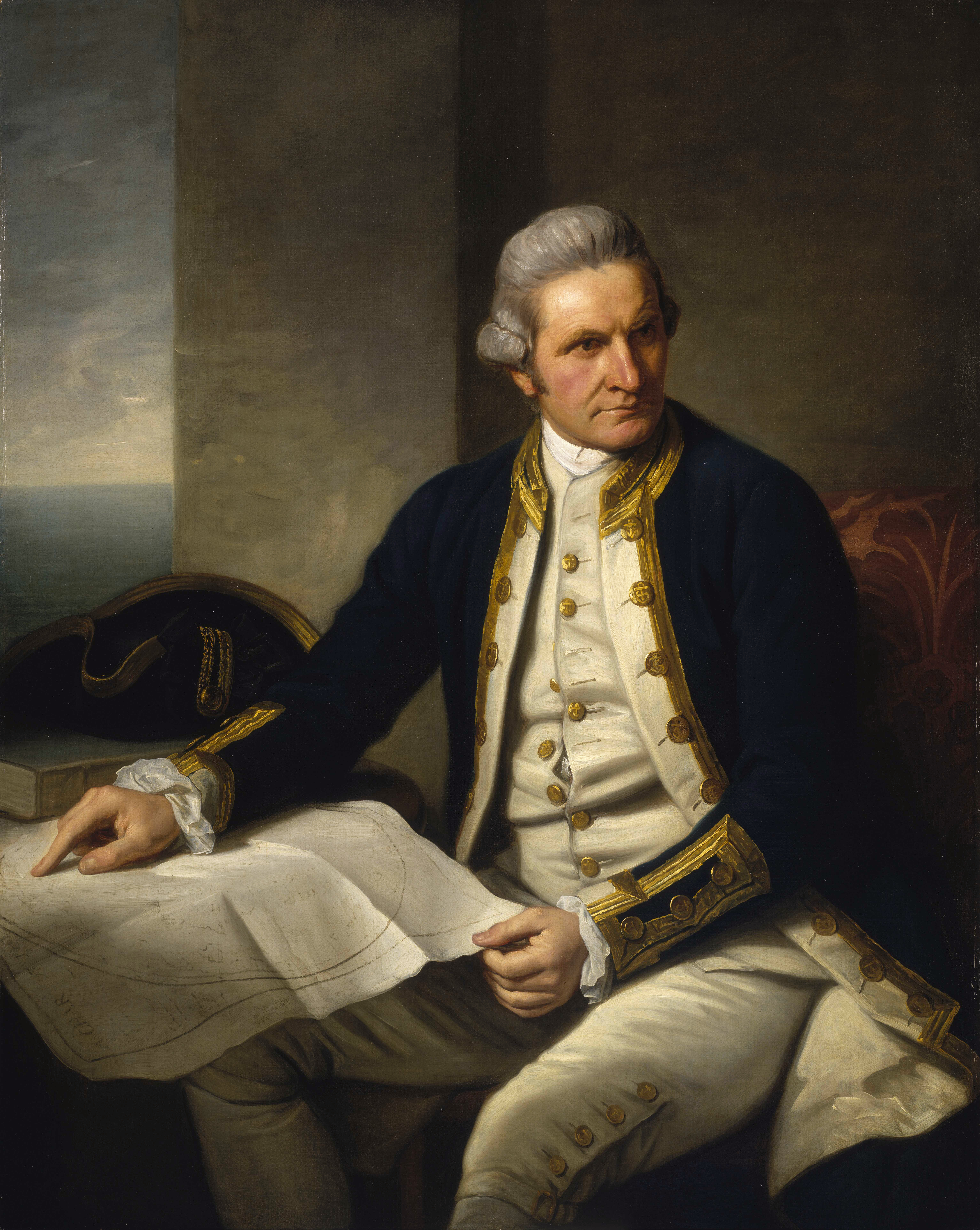
Den brittiske kommendörkapten James Cook försökte redan år 1773 nå Sydpolen med sitt fartyg HMS Resolution.

Med hänsyn till Antarktis geografiska läge tog det lång tid innan kontinenten upptäcktes. Geografer och forskare hade dock i århundraden haft teorier om att en stor sydkontinent skulle existera. Detta antagande kallades för Terra Australis, "den okända kontinenten", och fanns på europeiska kartor från medeltiden ända fram in på 1800-talet. Teorin fördes fram av den grekiske filosofen Aristoteles, men det var först under 100-talet som teorin utvidgades och uppmärksammades av geografen Klaudios Ptolemaios. Denne var övertygad om att en stor sydlig kontinent täckte stora delar av Indiska oceanen. 
Tanken om ett stort landområde nere i syd väckte stort intresse hos dåtida upptäcktsresande. Den brittiske upptäcktsresanden James Cook försökte redan 1773 att nå "terra australis" med sitt fartyg HMS Resolution. Cook nådde aldrig Antarktis på grund av den tjocka packisen och tvingades istället vända om norrut.  
Flera försök att nå Antarktis gjordes efter Cook men folk hindrades av det kalla stormiga havet. År 1820 var det den brittiske sjömannen Edward Bransfield tur att försöka nå kontinentens fastland. Bransfield har noterat i sina anteckningar att man skymtade ett is- och snötäckt land. Bransfield och  hans kompanjoner landsteg dock inte fastlandet, utan förde istället utförliga kartanteckningar över området. Ryssen Fabian von Bellingshausen var även han under samma period som Bransfield på expedition runt Antarktis kuster. Han fann ett flertal öar och delar av Antarktis, bland annat har havet Bellingshausenhavet uppkallats efter honom. Den tredje i raden av upptäcktsresande på 1820-talet var segelfartygskaptenen Nathaniel Brown Palmer. Hans syfte med resan till Antarktis var, liksom för många andra resenärer, till största delen den stora efterfrågan på sälskinn. Palmer reste med fartyget Hero och utforskade främst södra delen av Antarktiska halvön under åren 1820–1822. Han blev, tillsammans med sina medresenärer, de första amerikanerna att upptäcka Antarktiska halvön.  Deras expedition blev lyckad då de fann ett flertal öar längs kusterna, bland annat Palmer Land som är uppkallad av Nathaniel Palmer, vilken upptäcktes den 16 november 1820. I februari 1823 upptäckte britten James Weddell med sitt valfångstfartyg Weddellhavet efter färd i Antarktiska oceanen. 
Antarktis hade nu upptäckts av både val- och säljägare. Den första iakttagelsen av fastlandet Antarktis kan inte exakt tillskrivas en enda person. Känt är att en amerikansk säljägare gjorde den första kända landstigningen på kontinenten 1821.  Rykten och rapporter började sedan, på 1830-talet, att sprida sig bland världens länder att en stor kontinent var belägen vid Sydpolen. Detta medförde att flera länder skickade iväg forskningsexpeditioner med förhoppningen att upptäcka nya landområden. Bland dessa kan James Clark Ross, Charles Wilkes och Jules Dumont d’Urville nämnas. De fann en rad betydelsefulla öar och kustområden.  Ross påbörjade sin resa till Sydpolen den 29 september 1839 med två fartyg. Han döpte ett flertal landområden vid Antarktis som han själv hade upptäckt. Han upptäckte Rosshavet och gjorde en stor utforskning av Victoria Land. Han fann även två vulkaner på Ross Island, vilka han döpte efter sin båda fartyg, Mount Terror och Mount Erebus.

## 1900-talets framgångsrika expeditioner till den okända kontinenten
Intresset för Antarktis var till en början riktat mot de marina resurserna i kustvattnen. Under 1800-talet upprättade därför många länder kuststationer för att fånga val och säl. Men vid 1900-talets början återupptogs utforskningen på allvar. I oktober 1901 inleddes Sveriges första Antarktisexpedition och en av världens första Antarktisexpeditioner under ledning av den svenske geologen Otto Nordenskjöld med skeppet "Antarctic".  Nordenskjöld reste tillsammans med cirka 15 man, varav ett flertal av dessa var utbildade vetenskapsmän. De upptäckte den Antarktiska viken Hope Bay i januari 1902. Nordenskjöld med besättning fortsatte senare söderut längs kusten och valde att slå läger vid Snow Hill Island. Den 12 februari 1903 råkade expeditionen ut för ett kraftigt bakslag då fartyget Antarctic mycket olyckligt förliste i Weddellhavet. Besättningen på skeppet tvingades därför slå läger vid Pauletön innan man så småningom blev upphittade av Nordenskjöld. Utöver denna dramatiska händelse kan expeditionen anses som väldigt framgångsrik. Expeditionen gjorde flera kartläggningar och upptäckter vid Antarktis. Nordenskjöld och dennes medresenärers forskningsarbete vid Sydpolen betraktas av många vara en av de största framgångarna inom svensk polarforskning, mycket beroende på att detta lade grunden till den modernare kontinentaldriftsteorin.  
Efter att Nordpolen nåddes 1909 inleddes istället expeditioner av den anledningen att man ville vara först med att nå Sydpolen, vilket gav upphov till "tävlingar".  Efter Ernest Shackletons misslyckande att nå Sydpolen inledde istället två andra grupper sina expeditioner. Det var Roald Amundsen från Norge och britten Robert Scott. På hösten 1911 inleddes deras båda expeditioner. Amundsen tog till en början hjälp av draghundar. När de hade anlänt Polarplatån dödades ett antal av hundarna, av den anledningen att man skulle använda köttet som matförråd under återfärden.  Resan gick väldigt bra och man blev den 14 december 1912 de första att nå Sydpolen. Desto sämre gick det för Scotts grupp som efter drygt en månad senare lyckades ta sig ända fram till Sydpolen helt utmattade och försvagade, vilket bidrog till att samtliga män omkom under återfärden. Det fanns flera olika anledningar till att det gick så mycket sämre för Scotts grupp än för Amundsens. Några av anledningarna var att Scott och hans män hade sämre utrustning, drabbades av sämre väder vilket försenade resan som tog på besättningens matförråd och krafter.  Besvikelsen att man inte kom först till Sydpolen anses även den som en möjlig faktor. Efter Scott och Amundsen fortsatte andra forskningsresande med expeditioner till Antarktis, eftersom stora delar av kontinenten var fortfarande helt okända. En annan forskare som utmärkte sig under samma sekel var Douglas Mawson som deltog i Shackletons första expedition och som övertog ledningen i Australiens första Antarktisexpedition. Världskänd blev även Shackletons tredje expedition med fartyget Endurance. Trots att skeppet förstördes i isen blev alla deltagare räddade på grund av expeditionsledarens osjälviska insats.
Tack vare en utvecklad flygplansteknik kunde australiensaren Hubert Wilkins 1928 genomföra den första flygplansfärden över kontinenten, och från luften blicka ut över Antarktis. Han kartlade på så vis den Antarktiska halvön och fler okända terräng och bergsområden. En ny epok började med Richard Byrds fem expeditioner till Antarktis som genomfördes mellan 1928 och 1956. Under dessa resor flög Byrd 1929 för första gången över den geografiska sydpolen. I programmet ingick Operation Highjump (1946/1947) med 4 700 personer, 13 fartyg och 23 flygplan. Operationen hade sin bas i McMurdo-sundet och karterade stora delar av kontinenten. 
Den 20 februari 1935 landsteg Caroline Mikkelsen som första kvinna på Antarktis.
Endast en gång har militärt våld utövats på antarktisk mark. 1952 blev en brittisk expedition beskjuten av argentinska soldater när de rustade upp en brittisk station på Antarktiska halvön. Argentina gör anspråk på halvön, då dess nordligaste udde bara ligger 1 480 km från Argentinas sydspets.
Sedan 1950-talet har ett flertal nationer inrättat olika forskningsstationer på Antarktis. I och med att Antarktis var ett så outforskat område så ägnade det vetenskapliga projektet IGY (Internationella Geofysiska Året) en stor del av sitt forskningsarbete på kontinenten med ett särskilt forskningsprogram. Detta år betydde mycket för världens framtida forskning och för Antarktis framtid, då resultaten medförde en ny syn på kontinenten, varför Antarktisfördraget 1959 kunde genomföras med påskrift av 12 länder. Fördraget gäller än idag och är en internationell överenskommelse om fred och forskning i Antarktis.

## Antarktis framtid
Sedan Antarktisfördraget undertecknades den 1 december 1959 har totalförbud för kommersiell exploatering fastslagits. Trots detta har kontinenten skadats av mänsklig påverkan. Forskare och upptäcktsresande har under åren varit tvungna att bygga olika former av bostäder och forskningsstationer. Detta har gjort att landskapet utsatts för avfall som kan vara skadligt för både djuren och miljön. Antarktis är ur ett miljövänligt perspektiv starkt beroende av hur den övriga världens länder ser på miljöfrågor. I och med att de ledande industrialiserade länderna släpper ut stora mängder växthusgaser, påskyndar detta växthuseffekten, som gör att klimatet blir allt varmare, vilket påverkar polarområdena negativt. I och med att medeltemperaturen stigit har Antarktis glaciärer minskat avsevärt de senaste trettio åren, och på så vis har vattennivån höjts drastiskt, samtidigt som risken för översvämningar ökar för varje år. Att Antarktis miljö ändå är god, i förhållande till de övriga kontinenterna i världen, beror på dess isolerade läge. För att Antarktis i framtiden ska få vara skyddad mot miljöhot krävs förändringar och att världens länder tar sitt ansvar. Utöver växthuseffekten är ozonlagrets uttunning ett allvarligt hot mot Antarktis miljö, ett hot som beror på mänsklig påverkan, eftersom vi förbränner fossila bränslen och använder freoner. Detta stör även djurlivet på Antarktis då tillgången på föda minskar.

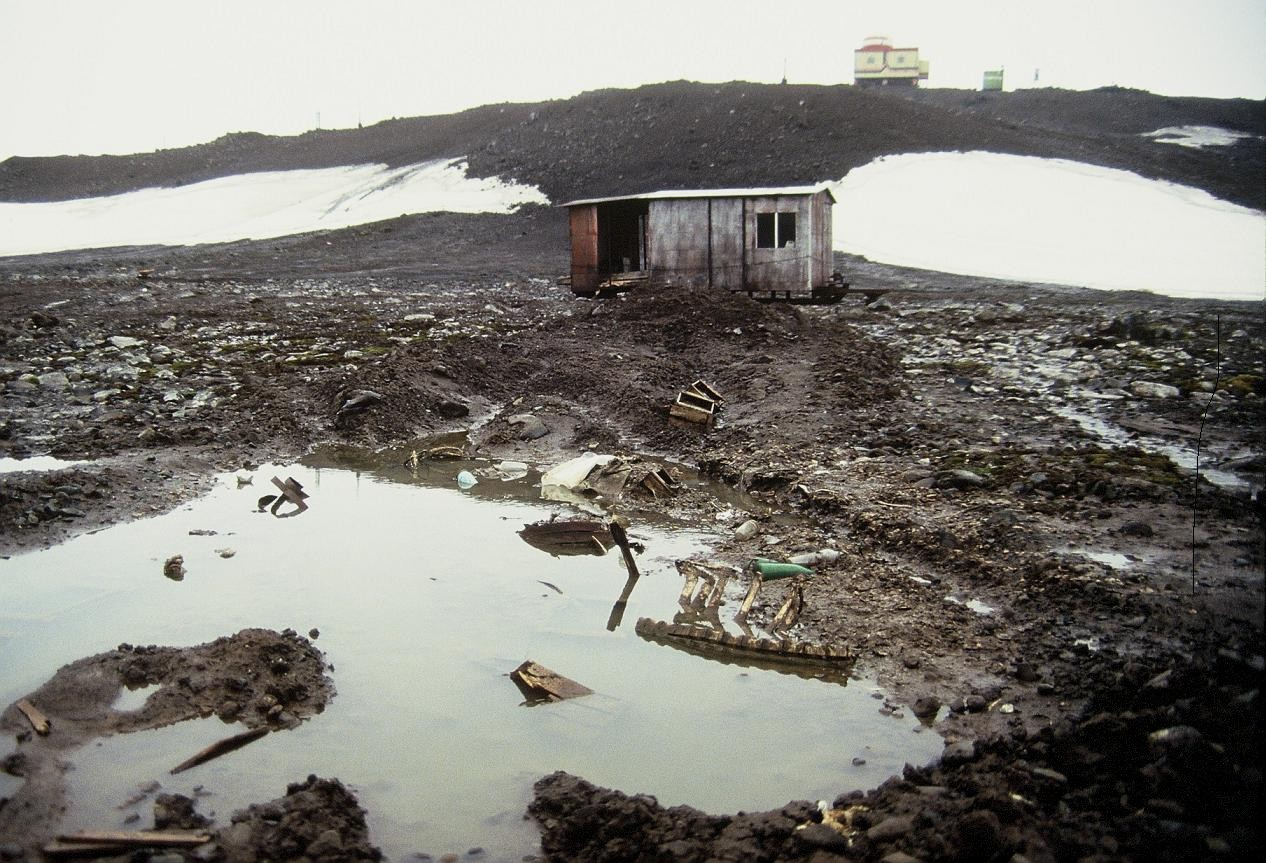
1992 var ryska Bellingshausenstationen en av Antarktis mest förorenade platser

Världen är idag enig om att Antarktis miljö ska förbli skyddad och att kontinenten endast ska användas för vetenskaplig verksamhet. Kontinenten är ett perfekt område att studera atmosfären, jorden och aktuella samt framtida miljöhot. Därför är flera olika länder verksamma med olika forskningsstationer på kontinenten. En annan viktig sak för att skydda Antarktis miljö är att vi människor är mer sparsamma med våra resurser. Skulle värdefulla naturresurser upptäckas på kontinenten, så är risken stor att olika länder och företag kommer för att få utvinna tillgångarna, vilket skulle på sikt leda till att Antarktis förstörs.

## Utvalda händelser
- 7 januari 1978, kontinentens första barn föddes, den argentinska pojken Emilio Palma.[1]
- 28 november 1979, en Douglas DC-10 störtade vid Mount Erebus och 257 människor omkom.
- 1 april 1994, den sista slädhunden lämnade Antarktis.
- 1996, en sjö med sötvatten upptäcktes under isen med hjälp av satellitfoto, Vostoksjön.